# Песня ланча
Песня ланча — британская экранизация одноимённой поэмы Кристофера Рида, снятая Нилом МакКорником с Аланом Рикманом и Эммой Томпсон в главных ролях.
Премьера фильма состоялась 9 октября 2010 года во время «Национального месяца поэзии» National Poetry Month в Соединенных Штатах.
Это история встречи двух бывших любовников после 15-летней разлуки. Он (Рикман) — книжный редактор в лондонском издательстве. Она (Томпсон), в прошлом его возлюбленная, бросила своего неудачливого литератора, чтобы выйти замуж за успешного романиста. Пара встречается в 
итальянском ресторане Soho, где они когда-то любили бывать. Но все пошло совсем не так как хотелось бы…
Фильм почти лишен разговорных диалогов, повествование ограничивается поэтическим монологом главного героя.
Совместное производство BBC и Masterpiece в соотношении сторон 2,35 : 1. Продолжительность ленты — 50 мин.